# Otto Kästner (Boxer)
Otto Kästner (* 1. August 1909 in Mohlsdorf, Thüringen; † 2002 in Essen) war ein deutscher Amateurboxer.

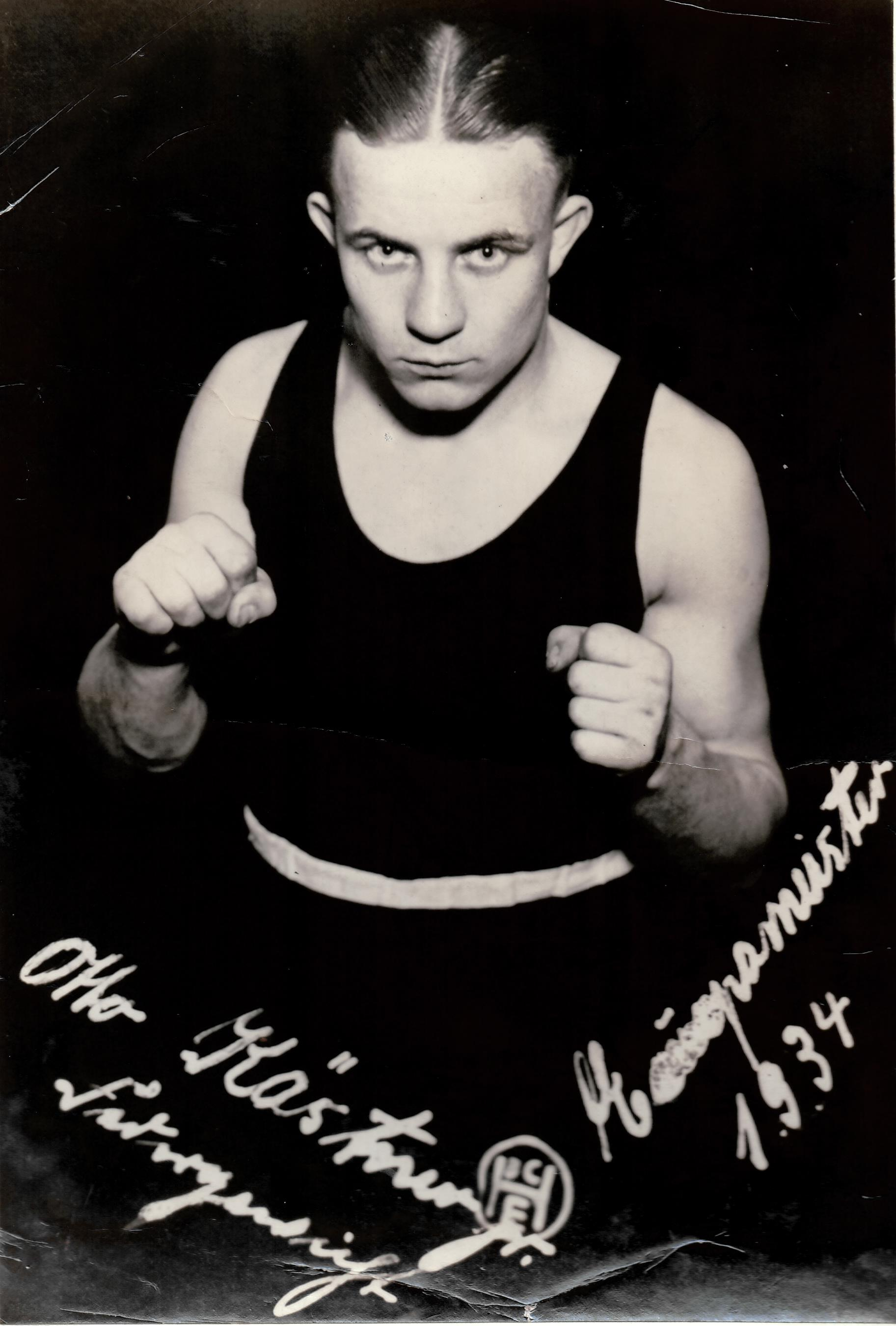
Otto Kästner, Europameister 1934

## Leben
Otto Kästner, der aus einer Boxerfamilie stammte, erkämpfte sich im Jahre 1933 und 1934, nachdem er 1932 noch Josef Schleinkofer unterlegen war, die deutsche Meisterschaft im Federgewicht (bis 57 kg). 1934 konnte er auch seinen größten Erfolg verbuchen, den Sieg bei der Europameisterschaft in Budapest, wo er vor Dezsö Frigyes (Ungarn) und Mieczyslaw Forlanski (Polen) die Goldmedaille gewann. Auf dem Weg zur Goldmedaille gewann er u. a. gegen Gino Bondavalli.
Der für Olympia 1936 nominierte Boxer musste kurz vor den Olympischen Spielen die Teilnahme wegen einer Handverletzung absagen. 
Im Zweiten Weltkrieg kämpfte er in der Schlacht um Monte Cassino, zum Ende des Krieges an der Ostfront im Krieg gegen die Sowjetunion und geriet später in belgische Gefangenschaft, aus der er nach dem Krieg nach Hause zurückkehrte.
Kästner war verheiratet. Aus der Ehe ging 1940 ein Sohn hervor. Otto Kästner blieb bis ins hohe Alter rüstig und starb im Jahr 2002 fast 93-jährig in seiner Wohnung in Essen an Herzversagen.
| Personendaten    | Personendaten          |
| ---------------- | ---------------------- |
| NAME             | Kästner, Otto          |
| KURZBESCHREIBUNG | deutscher Amateurboxer |
| GEBURTSDATUM     | 1. August 1909         |
| GEBURTSORT       | Mohlsdorf, Thüringen   |
| STERBEDATUM      | 2002                   |
| STERBEORT        | Essen                  |